# Alhos Vedros (vila)
Alhos Vedros é uma vila portuguesa sede da Freguesia de Alhos Vedros, no Município da Moita, Distrito de Setúbal.
Foi vila e sede de concelho até 1855. Foi de novo elevada à categoria de vila pela Lei n.º 65/97 de 1997-07-12.

## História
As suas origens remontam ao período anterior à Reconquista Cristã, surgindo nas Memórias Paroquiais de 1758 um relato, provavelmente apócrifo, da forma como os seus habitantes terão resistido às investidas muçulmanas num Domingo de Ramos, por ocasião da recuperação de Palmela pelos Cristãos.
O seu estatuto municipal terá surgido antes do século XIV, estendendo-se os limites do seu termo desde o rio Coina até aos esteiros de Alcochete, formando um dos quatro Concelhos Medievais - chamado Concelho do Ribatejo - da Margem Sul, em conjunto com Almada, Sesimbra e Palmela. Partilhava a dignidade de cabeça do Concelho do Ribatejo com Sabonha (hoje São Francisco, em Alcochete).
Em 1415, na sequência da pandemia de Peste Negra que assolava Lisboa e levou à morte da própria Rainha D. Filipa de Lencastre, é em Alhos Vedros que o Rei D. João I de Portugal se refugia, aí recebendo, de acordo com Gomes Eanes de Zurara, uma comissão encabeçada por alguns dos seus filhos com o objectivo de serem tomadas as decisões finais quanto ao empreendimento da conquista de Ceuta a 15 de Agosto desse mesmo ano.

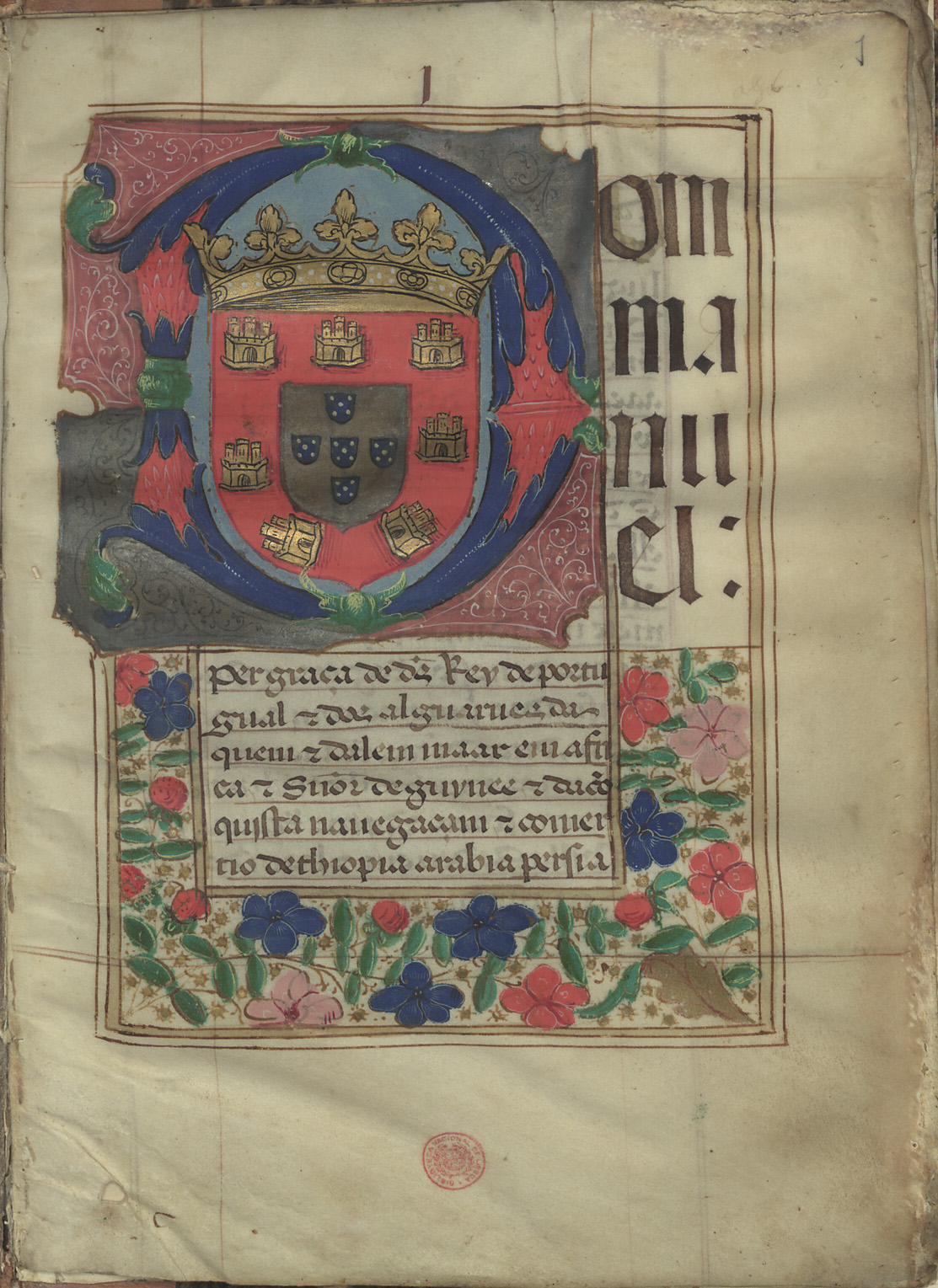
Foral de Alhos Vedros (1514)

A importância de Alhos Vedros na época é confirmada em 15 de Dezembro de 1514, ao ser a terceira localidade da região (depois de Palmela e Almada) a receber o chamado Foral Novo, atribuído por D. Manuel I de Portugal.
Em termos económicos, Alhos Vedros viveu fundamentalmente da sua ligação ao rio Tejo pela pesca, extracção de sal e transporte fluvial, e pela agricultura, especialmente a vinha.
Com o tempo, a vila de Alhos Vedros perdeu influência a partir de meados do século XVI e do século XVII pois dos seus limites foram sendo separadas novas unidades administrativas como o Barreiro (elevação a vila em 1521), o Lavradio (1670) e a Moita (1681), o que conduziu ao seu declínio relativo.
No século XVIII, no pós Terramoto de 1755, verifica-se que a população de Alhos Vedros já é bastante inferior a algumas das povoações que antes dela dependiam. No início do século XIX era composto apenas pela freguesia da sede. Em 1836 anexou as freguesias de Coina, Lavradio e Palhais, após a extinção dos Concelhos de Coina e Lavradio. Com o início do regime liberal e a reorganização do mapa político-administrativo, o concelho de Alhos Vedros acabaria por ser extinto em 1855, oscilando entre a incorporação no do Barreiro ou no da Moita como viria a acontecer em finais desse século.
Ao longo do século XX, a freguesia de Alhos Vedros continuaria a ter uma feição essencialmente rural embora, a partir do maior desenvolvimento da unidade fabril da CUF no Barreiro, e na segunda metade do século de outras grandes indústrias como a Lisnave ou a Siderurgia, fosse ganhando algumas feições de dormitório para trabalhadores dessas grandes unidades.
Com lugares desanexados desta Freguesia foi criada, pelo Decreto-Lei nº 47513, de 26/01/1967, a freguesia da Baixa da Banheira.
Em termos de indústrias residentes na Freguesia, o sector corticeiro seria o mais importante até aos anos 1960/70, sucedendo-se uma intensa mas curta expansão do sector têxtil nos anos 1970 e 80, que teria o seu fim ao longo dos anos 1990.
Atualmente, em especial nos últimos vinte anos, tem vindo a sofrer um acelerado processo de suburbanização que lhe tem descaracterizado as suas características tradicionais.

## Património
- Capela da Santa Casa da Misericórdia de Alhos Vedros
- Igreja de São Lourenço, ou Igreja Matriz de Alhos Vedros
- Pelourinho de Alhos Vedros, o único  manuelino completo do distrito de Setúbal
- Poço mourisco, provavelmente quinhentista
- Moinho de maré de Alhos Vedros

A maior parte dos traços seu passado histórico têm vindo progressivamente a desaparecer, assim como o próprio rico património natural da longa zona ribeirinha, primeiro por efeito da poluição industrial e, depois, devido ao entulhamento das antigas salinas e viveiros piscícolas que existiam na zona de sapal.

## Personalidades ilustres
- Visconde de Alhos Vedros
- Norberto José Ribeiro
- António Pedro de São Payo de Melo e Castro Lusignan, 5º conde de São Payo
- Fernão do Casal
- Tristão de Mendonça e Albuquerque, Comendador de Avanca
- Tristão de Mendonça Furtado, Morgado da Cova
- Luis de Mendonça Furtado e Albuquerque, Governador de Armas do Minho
- Ana de Mendonça, Comendadeira do Mosteiro de Santos, mãe de Dom Jorge de Lencastre 2º duque de Coimbra
- Catarina Lopes de Bulhão
- Gaspar de Sousa, Governador da Mina
- Frei Gaspar da Cruz
- António da Cunha, comendador da Ordem de Cristo
- Afonso Pereira Galvão, comendador da Ordem de Santiago da Espada
- Fernão da Cunha de Sousa
- António Correia Carneiro, escrivão do Paço da Madeira
- Manuel de Távora, Alcaide de Alhos Vedros
- Amaro de Távora, Alcaide de Alhos Vedros
- António de Mattos Cabral, Morgado do Xaro
- Jerónimo Tomas, Escudeiro Fidalgo da Infanta Dona Maria
- Afonso de Viana, Escudeiro Fidalgo do Infante Dom Fernando, Morgado de Viana, Cavaleiro da Ordem de Santiago
- Luis Pereira Galvão, Capitão de Infantaria nos Regimentos da Lombardia
- Afonso Pereira Pato, Capitão Mayor das Vilas do Ribatejo
- Luis Pereira Pato, Escrivão dos Orfãos da Vila de Alhos Vedros, Fidalgo da Casa Real
- João Pereira Moniz, Padre
- Garcia Pires de Matos, Homem Nobre fidalgo da Casa Real
- Silvestre de Matos, Alcaide de Alhos Vedros, Vereador do Senado da Camara de Alhos Vedros
- Francisco de Matos e Sousa, Ajudante, Escrivão do Judicial e Notas da Vila de Alhos Vedros
- Lourenço Gomes de Araujo e Sousa, Fidalgo da Casa Real, Familiar do Santo Oficio
- João de Matos, Padre Jerónimo da Igreja Matriz de São Lourenço de Alhos Vedros.
- Simão Alvares do Casal, Capitão
- António Moreira de Sena Rosa e Barbuda, Escrivão da Câmara e Orfãos da Vila de Alhos Vedros
- António Pedro da Purificação de Matos, Escrivão dos Orfãos da Comarca de Alhos Vedros
- Manuel da Cruz Moreira de Matos, Professor Régio da Vila de Alhos Vedros
- António Pedro de Sousa
- Maria da Penha de França de Mendonça, Senhora de Pombalinho
- Martim Afonso de Avis, Escrivão da Casa da Mina, India e Guiné
- João Pedro Pereira Coutinho de Abreu da Gama
- António Maria da Luz de São Payo de Melo e Castro,
- Dona Maria José Barroso da Câmara, marquesa de Penafiel
- João Franco de Brito Caiado
- Tiago Franco Caiado Coelho Guerreiro
- Miguel de Sousa, Oráculo de Belini, Oráculo Lusitano
- Isabel Angelino
- Raimundo António de Sousa
- Leonel Coelho

## Entidades de Utilidade Pública
- Sociedade Filarmónica Recreio e União Alhosvedrense

## Orago
A vila de Alhos Vedros pertence à Paróquia de Alhos Vedros que tem por orago São Lourenço.

## Festas
No Domingo mais próximo do dia 2 de Agosto realiza-se a Festa em Honra de Nossa Senhora dos Anjos de Alhos Vedros, que dura cinco dias.